# 花生麵包
花生麵包 是台灣傳統麵包店普遍會販售的常見品項，花生奶油夾心麵包。近來亦流行結合肉桂捲等樣式的以花生醬做成的花生捲麵包。近年台灣亦出現花生可頌、花生維也納麵包等不同麵包種類變化。